# Marcols-les-Eaux
Marcols-les-Eaux ist eine französische Gemeinde mit 283 Einwohnern (Stand 1. Januar 2022) in der Region Auvergne-Rhône-Alpes. Sie liegt im Département Ardèche. Ihre Bewohner werden Marcolais(es) genannt.

## Geographie
Die Gemeinde Marcols-les-Eaux erstreckt sich zwischen dem Gebirgsmassiv Boutières, einem Teil der Cevennen, und dem Tal des Eyrieux. Sie ist Teil des Regionalen Naturparks Monts d’Ardèche. Nachbarkommunen sind Saint-Pierreville und Albon-d’Ardèche. Die nächstgrößere Stadt ist Privas in 20 Kilometern Entfernung Richtung Südosten.
Die Gemeinde wird vom Fluss Glueyre durchflossen. Die Kastanienwälder bilden ein prägendes Element der Landschaft in und um Marcols-les-Eaux.

## Geschichte
Bekannt im 11. Jahrhundert unter dem Namen Marcovolos, danach im 12. Jahrhundert unter Marcouls, wurde daraus die Gemeinde Saint-Julien-d’Ursival (erste urkundliche Erwähnung 1573). Um 1464 zählte die Gemeinde 64 Einwohner. 1790 wurde die Gemeinde in Marcols umgetauft und schließlich 1912 in Marcols-les-Eaux. Der Name entstand, weil mehrere Mineralwasserquellen sprudelten und auch kommerziell genutzt wurden.
Im selben Jahr (1912) spaltete sich Albon von der Gemeinde Marcols-les-Eaux ab, um eine eigene Gemeinde zu gründen.
Herausragendes Ereignis im Zweiten Weltkrieg war, als am 4. November 1943 ein verirrtes Flugzeug der Royal Air Force mit Fallschirmspringern an Bord in den Berg Bourboulas oberhalb Marcols-les-Eaux krachte. Es erinnern heute noch 6 Grabsteine auf dem Friedhof von Marcols-les-Eaux an diesen Unfall. Dort erinnert auch eine Granittafel an die Bombardierung durch die Deutschen mit 3 toten Zivilisten, am 7. August 1944.
Die Geschichte von Marcols und Albon ist eng mit der des Protestantismus in Frankreich verbunden. An die Hinrichtungen, die dort nach dem Widerruf des Ediktes von Nantes durchgeführt wurden, wird heute noch überall erinnert.

### Bevölkerungsentwicklung
| Jahr                       | 1962 | 1968 | 1975 | 1982 | 1990 | 1999 | 2007 | 2016 |
| Einwohner                  | 601  | 454  | 353  | 325  | 300  | 301  | 330  | 304  |
| Quellen: Cassini und INSEE |      |      |      |      |      |      |      |      |

## Sehenswertes
Rund um den „Champ de Mars“ (1343 m) befinden sich mehrere Rundwanderwege, die Anschluss zum Col de Mézillac und dem Col de Faye in Richtung des erloschenen Vulkans La Graveyre bieten.
In der Umgebung findet man die Loirequellen am Mont Gerbier-de-Jonc und den Wasserfall von Ray-Pic sowie den See von Issarlès.

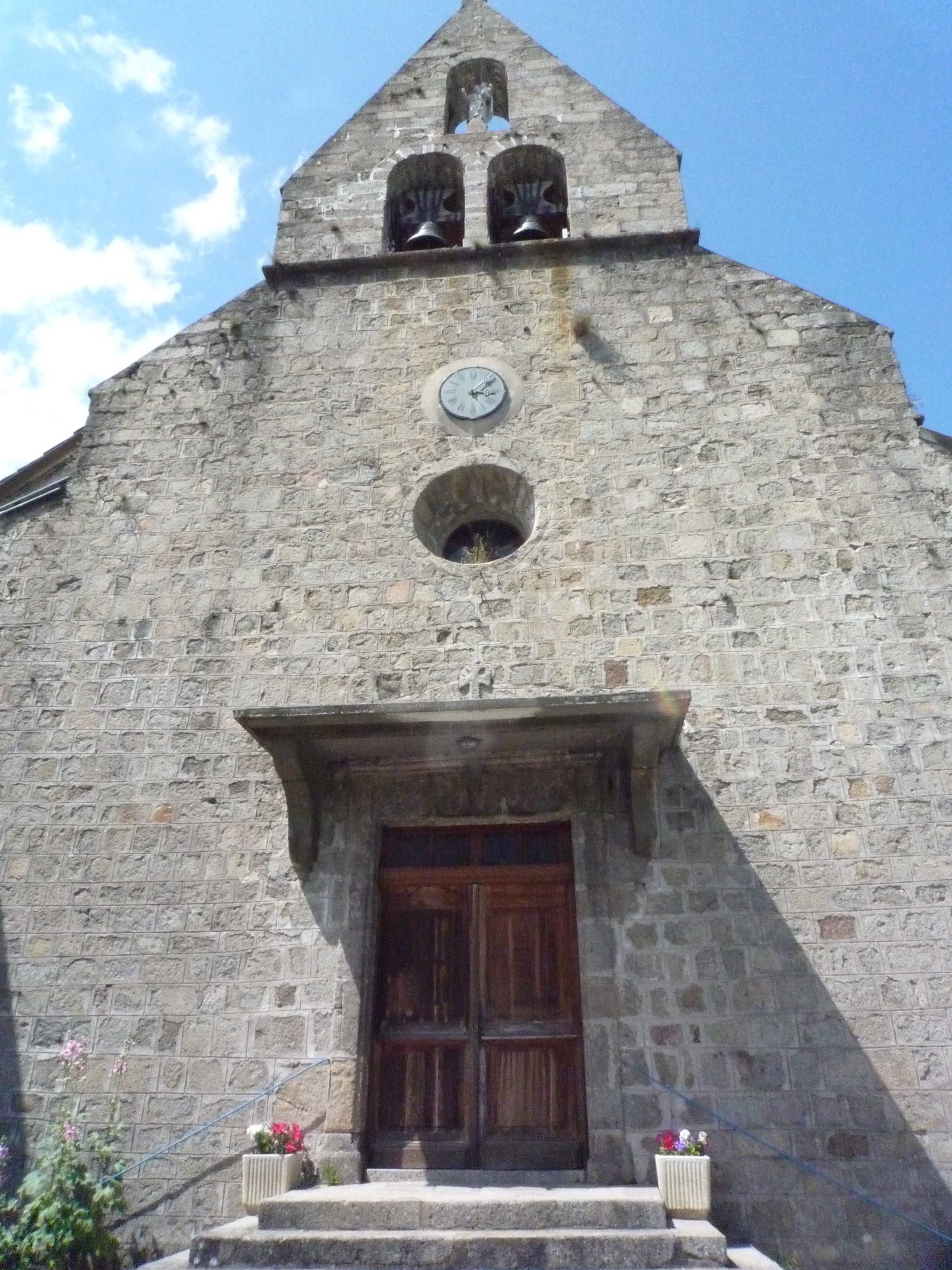
Kirche
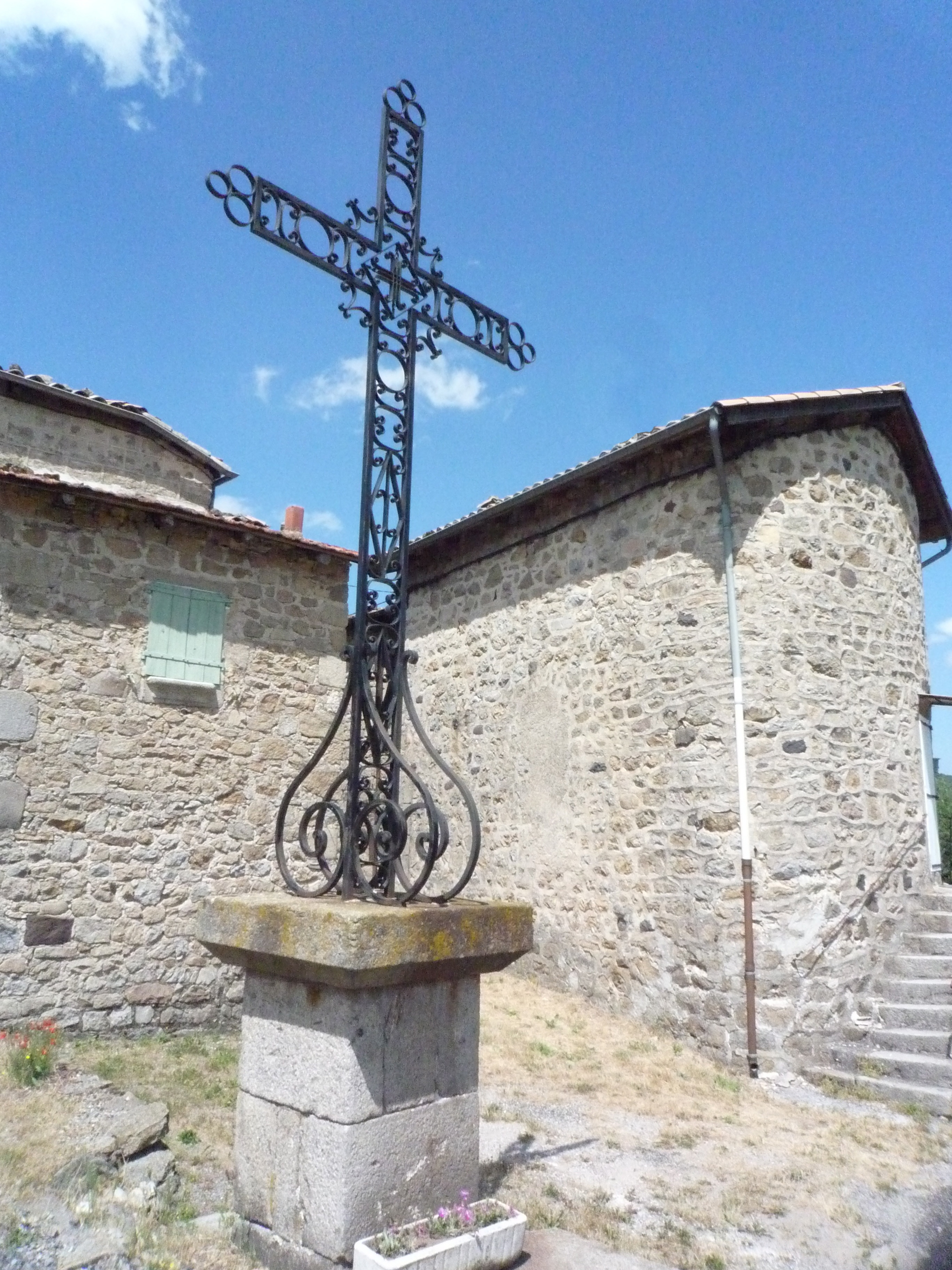
Kreuz
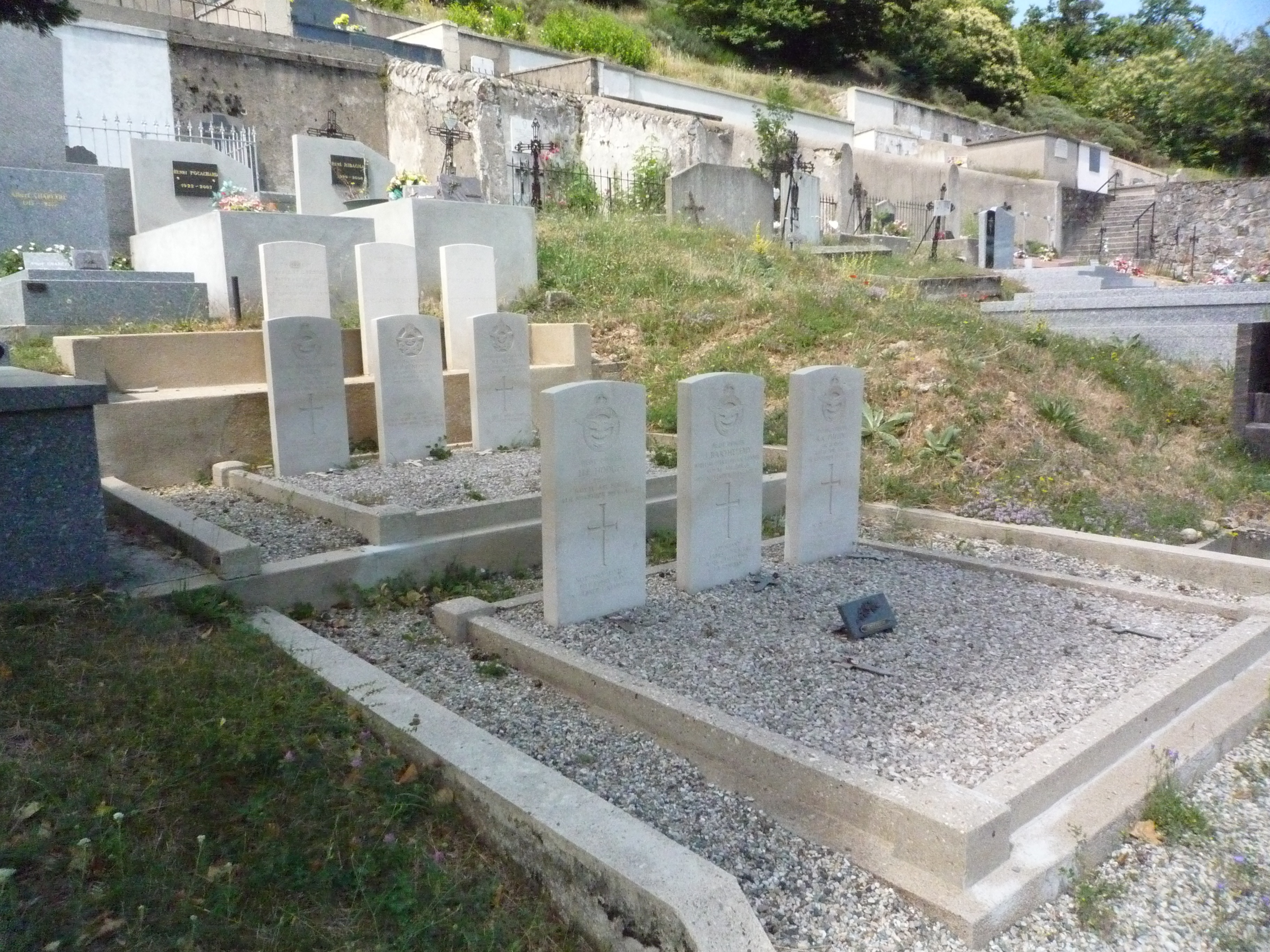
Friedhof mit den sechs Grabsteinen vom Unfall der Royal Air Force 1943